# Дважды наращённая треугольная призма
Два́жды наращённая треуго́льная при́зма — один из многогранников Джонсона (J50, по Залгаллеру — П3+2М2).
Составлена из 11 граней: 10 правильных треугольников и 1 квадрата. Квадратная грань окружена четырьмя треугольными; среди треугольных граней 4 окружены одной квадратной и двумя треугольными, остальные 6 — тремя треугольными.
Имеет 17 рёбер одинаковой длины. 4 ребра располагаются между квадратной и треугольной гранями, остальные 13 — между двумя треугольными.
У дважды наращённой треугольной призмы 8 вершин. В 4 вершинах сходятся квадратная грань и три треугольных; в 2 вершинах — четыре треугольных; в 2 вершинах — пять треугольных.
Дважды наращённую треугольную призму можно получить из трёх многогранников — двух квадратных пирамид (J1) и правильной треугольной призмы, все рёбра у которых одинаковой длины, — приложив основания пирамид к боковым граням призмы.

## Метрические характеристики
Если дважды наращённая треугольная призма имеет ребро длины {\displaystyle a}, её площадь поверхности и объём выражаются как
{\displaystyle S=\left(1+{\frac {5{\sqrt {3}}}{2}}\right)a^{2}\approx 5{,}3301270a^{2},}
{\displaystyle V=\left({\frac {\sqrt {2}}{3}}+{\frac {\sqrt {3}}{4}}\right)a^{3}\approx 0{,}9044172a^{3}.}

## В координатах
Дважды наращённую треугольную призму с длиной ребра {\displaystyle 2} можно расположить в декартовой системе координат так, чтобы её вершины имели координаты
- {\displaystyle (0;\;\pm 1;\;{\sqrt {3}}),}
- {\displaystyle (\pm 1;\;\pm 1;\;0),}
- {\displaystyle \left(\pm {\frac {1+{\sqrt {6}}}{2}};\;0;\;{\frac {{\sqrt {2}}+{\sqrt {3}}}{2}}\right).}

При этом ось симметрии многогранника будет совпадать с осью Oz, а две плоскости симметрии — с плоскостями xOz и yOz.